# Шазанд
Шазанд (перс. شازند, також іноді використовують колишню назву міста — Азадшехр (перс. آزادشَهر)) — місто на заході Ірану, входить до складу остану Марказі. Адміністративний центр однойменного шагрестану. Посідає сьоме місце серед міст остану за кількістю населення. Відстань до столиці Ірану, Тегерану, складає близько 270 кілометрів.

## Історія
Перша письмова згадка про місто датується V ст. н. е. в описі міст Сасанідської імперії.
Раніше місто мало назву Ідрісабад. За правління Рези Шаха біля міста будувалася ділянка залізниці та станція, яку назвали Шазанд. Пізніше було прийнято рішення перейменувати місто на честь станції.
Причиною вибору назви стала географічна близькість міста до Царської гори (Кей-Хосров), де, за легендою, знаходиться печера Шах Зінда (або печера Кей-Хосрова).
Під час революції місто також нетривалий час називалося Азадшехр.

## Клімат
В Шазанді переважає найм'якіший та найпрохолодніший клімат серед усіх міст Центрального регіону Ірану. Середня температура в місті складає 21 градус Цельсію влітку та 13 градусів — навесні.

## Геологія
На території міста присутні вапнякові та доломітові структури, а також граніти, гранодіорити, пегматити, скарни та сланці.
В Шазанді також наявні рудники, де видобувають камінь, свинець, цинк, залізо та мідь.

## Культура та релігія
Населення міста — переважно мусульмани-шиїти. Розмовляють лурською мовою.

### Населення
За даними перепису 2015 року населення Шазанду становить 21181 осіб.

## Економіка та промисловість
Основна економічна діяльність міста зосереджена на сільському господарстві. Сільське господарство та тваринництво здавна було одним з основних занятть жителів міста. Також широко розвинене птахівництво та бджільництво.
В 1939 році у місті було відкрито цукровий завод, що дало новий поштовх розвитку міста та найближчих районів. Після революції 1979 року в місті почала розвиватися нафтопереробна та нафтохімічна промисловість. Також на території міста діє теплова електростанція.